# Косівщина
Косівщи́на — село в Україні, у Степанівській селищній громаді Сумського району Сумської області. Населення становить 2516 осіб. До 2020 орган місцевого самоврядування — Косівщинська сільська рада.

## Географія
Село Косівщина знаходиться на правому березі річки Сумка в місці впадання в неї річки Сухоносівка, вище за течією на відстані 1,5 км розташоване село Кононенкове, нижче за течією на відстані 2 км розташоване місто Суми. На річці Сумка гребля, яка утворює Косівщинське водосховище.

## Історія
Косівщина відома як хутір Косовцовщина вже в 1750-х роках і виникла на землях, куплених писарем Сумського полку Романом Косовцовим. Станом на 1779 рік хутір налічував 28 душ чоловічого роду. У 1783 році нанесена в Генеральному Плані Сумського повіту. На 1864 рік хутір налічував 15 дворів і понад 80 жителів.
У ранні роки (орієнтовно з кінця 1800-х років) село було розділене на хутори Велика і Мала Косівщина. У ті роки поділ був досить умовним. Малою Косівщиною називався хутір, розташований в гирлі річки Ільмі (нинішня вулиця ім. Лесі Українки), Велика Косівщина знаходилася трохи вище за течією р. Сумки. Офіційно поділ відбувся лише в районі 1940-х років, але потім разом із селом Діброва (хутір Сухоносовскій, хазяйський двір поміщика Сухоніса) в середині 1960-х років у результаті переселення частини жителів при створенні Косівщинського водосховища були об'єднані в одне село — Косівщина.
Навесні 1889 року в Косівщині (тоді Мала Косівщина) на лікуванні у народної цілительки Параски Богуш перебувала поетеса Леся Українка. Будинок, в якому вона жила, не зберігся. Під час її перебування хутором керував поміщик Сухоніс. Зараз ім'ям поетеси названа вулиця, школа і встановлено бюст у центрі села. На базі Косівщинської ЗОШ у 1971 році до 100-річчя від дня народження Лесі Українки було створено музей.
1999 року  викладач місцевої школи мистецтв,нині заслужений робітник культури, майстер декоративно-ужиткового мистецтва, краєзнавець Олександр Іванович Кисельов на базі власної колекції заснував у Косівщинській школі мистецтв Музей народних ремесел та побуту Слобожанщини, який 2008 року отримав звання «народний».
12 червня 2020 року, відповідно до розпорядження Кабінету Міністрів України № 723-р «Про визначення адміністративних центрів та затвердження територій територіальних громад Сумської області», село увійшло до складу Степанівської селищної громади.
19 липня 2020 року, в результаті адміністративно-територіальної реформи та ліквідації Сумського району(1923—2020), увійшло до складу новоутвореного Сумського району.

## Відомі люди
У селі народилися:
- Бондаренко Павло Михайлович — український військовик, учасник російсько-української війни[5].
- Вакал Владислав Володимирович — український військовик, учасник російсько-української війни[6].
- Крикуненко Віталій Григорович (нар. 1951) — український поет, перекладач, літературознавець.

## Економіка
Основним підприємством села є AVIS-Україна, яке спеціалізується на виготовленні яєць.